# Avicenna
Abu-Alí at-Hussayn ibn Abdullah ibn Sina (persa: ابوعلى سينا; àrab: أبو علي الحسين بن عبد الله بن سينا, Abū ʿAlī al-Ḥusayn ibn ʿAbd Allāh ibn Sīnā) (Afshana, prop de Bukharà, 980 - Hamadan, 1037), més conegut senzillament com a Ibn Sina, va ser un filòsof i metge musulmà persa molt reconegut, autor de més de 450 obres, entre les quals destaca el Cànon de la Medicina. En grec fou anomenat Abitianós (Ἀβιτζιανός) i en llatí Abitianus, traduït per Abicià i, més sovint, per Avicenna o Avicena.

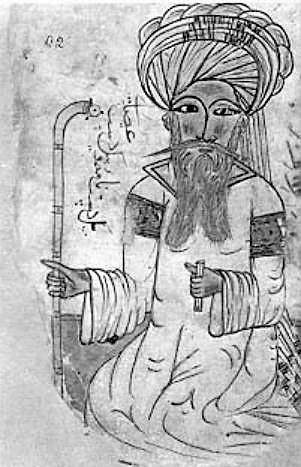
Dibuix d'Avicena en un manuscrit del segle XIII.

És considerat la personalitat més important de la medicina àrab i el metge més rellevant de l'edat mitjana. La seva enciclopèdia mèdica, en la seva traducció llatina realitzada a Toledo per Gerard de Cremona, amb el nom de Cànon, fou el text bàsic per a l'ensenyament de la medicina a Europa fins al segle xviii. Els seus deixebles l'anomenaven «príncep dels savis» o «príncep dels metges» o aix-xaykh ar-raís, és a dir ‘el mestre per excel·lència’.

## Context cultural
Avicenna va crear un extens corpus de literatura durant el període conegut, en general, com l'Edat d'Or de l'Islam, en què les traduccions de textos grecoromans, perses i hindús van ser molt estudiats. Textos grecollatins de l'escola neoplatònica i aristotèlica i de l'escola Kindi van ser comentats, novament editats i, de manera substancial, desenvolupats pels intel·lectuals islàmics, que també van evolucionar a partir de sistemes matemàtics, astronòmics, àlgebra, trigonometria i medicina hindús i perses. La dinastia samànida a la part oriental de Pèrsia, anomenada el Gran Khorasan i a l'Àsia central, així com la dinastia buwàyhida a la part occidental de Pèrsia i l'Iraq, va fomentar un clima propici per al desenvolupament cultural i acadèmic. Sota els samànides, Bukharà rivalitzava amb Bagdad com a capital cultural del món islàmic.
L'estudi de l'Alcorà i l'hadit va prosperar en aquest ambient. La filosofia (fiqh) i la teologia (kalam) també es van desenvolupar principalment a les mans d'Avicenna i els seus opositors. Ar-Razí i al-Farabí van proporcionar la metodologia i el coneixement necessari sobre la medicina i la filosofia. Avicenna va tenir accés a grans biblioteques de Balkh, Coràsmia, Gorgan, Rayy, Esfahan i Hamadan. Diversos textos com l'Ahd with Bahmanyar, mostren el debat dels punts filosòfics dels grans erudits del seu temps. Nizami Aruzi descriu com Avicenna, abans de sortir de Coràsmia, va conèixer Abu-Rayhan al-Biruni (un famós científic i astrònom), Abu Nasr Iraqi|Abu-Nasr al-Iraqí (un famós matemàtic), Abu-Sahl al-Massihí (un respectat filòsof) i Ibn al-Khammar (un important metge).

## Biografia
Avicenna va néixer al Khorasan, prop de Bukharà, a l'actual Uzbekistan. El seu pare era musulmà ismaïlita i la seva mare probablement d'origen jueu, tot i que existeix controvèrsia al respecte. Durant la seva infantesa, va ser enviat amb un mercader, al-Natilí, per estudiar càlcul. Com que tenia bona memòria, el jove va acabar superant el seu mestre en càlcul i en matemàtiques. Quan el seu pare va ser nomenat funcionari, el va acompanyar a Bukharà, aleshores capital dels samànides, i allà va estudiar els sabers de l'època, com per exemple física, matemàtiques, filosofia, l'Alcorà o lògica. Se sabia de memòria tot l'Alcorà a l'edat de 10 anys. Als 14 anys estudiava tot sol ciències naturals i medicina. Es va veure influït per un tractat d'al-Farabí que li va permetre superar les dificultats que va trobar en l'estudi de la Metafísica (Tα Μετα Tα φυσικά) d'Aristòtil. Aquesta precocitat en els estudis també es va reflectir en una precocitat en la carrera.

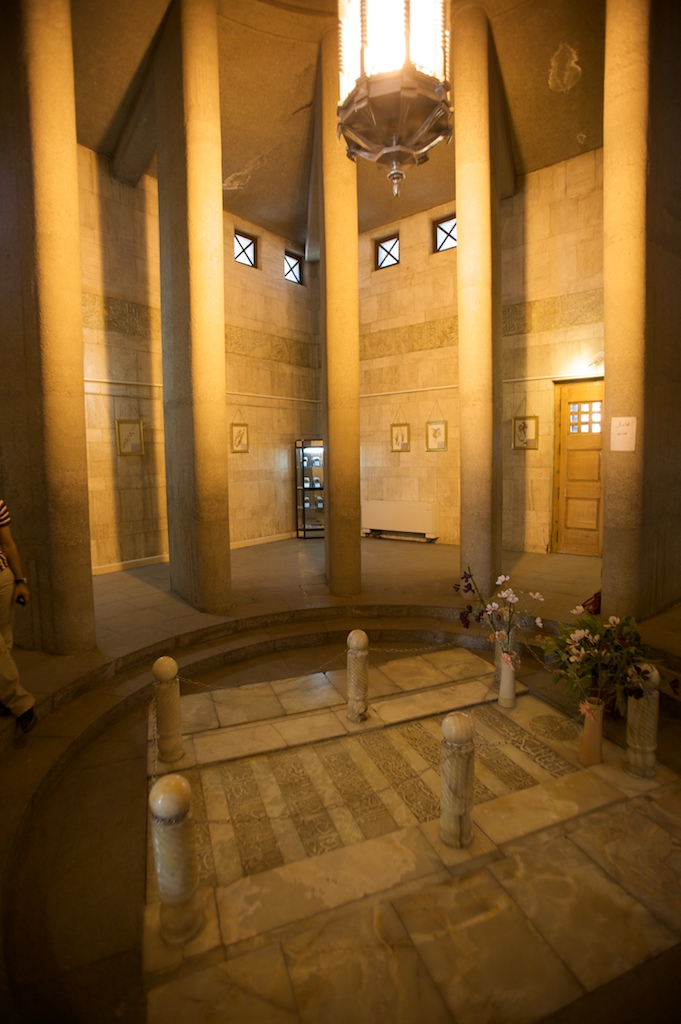
Vista interior de la tomba d'Avicenna a Hamadan (Iran)

Quan només comptava 16 anys, no solament havia après teoria mèdica sinó també practicava l'assistència gratuïta a malalts -segons el seu propi relat-, als quals tractava amb les seves descobertes de nous mètodes de tractament, i als 17 anys va obtenir fama per haver salvat la vida de l'emir Nuh II ibn Mansur. A canvi, tan sols va demanar permís per accedir a la biblioteca reial, gràcies a la qual va ampliar els seus coneixements en matemàtiques, música i astronomia. La seva set de coneixement va fer que, amb 18 anys, ja posseís grans coneixements de totes les ciències conegudes. A més, va esdevenir metge de la cort i conseller en temes científics fins a la caiguda del Regne samànida l'any 999.
A Hamadan, l'emir buwàyhida Xams-ad-Dawla el va triar com a ministre. Es va imposar llavors un programa de treball esgotador: de dia, es dedicava a la cosa pública, de nit a la ciència. A més de viure dues carreres, treballava doblement: dirigia la composició del Llibre de la guarició (Kitab al-xifà) i la del Cànon de la medicina (Al-qanun fi al-tibb).
Als 20 anys, i per mediació d'Abu Bakr al-Barjuy, va escriure deu volums anomenats El tractat del resultant i del resultat i un estudi dels costums de l'època conegut com La innocència i el pecat. Amb aquests llibres, la seva fama com a escriptor, filòsof, metge i astrònom es va estendre per tota Pèrsia, per on es va dedicar a viatjar.
El 1021, la mort del príncep Xams-ad-Dawla i el començament del regnat del seu fill Sama al-Dawla, varen cristal·litzar les ambicions i els rancors: víctima d'intrigues polítiques, Avicenna va anar a la presó. Va aconseguir evadir-se disfressat de dervix i va fugir a Esfahan, al costat de l'emir kakwàyhida Ala al-Dawla Muhammed.

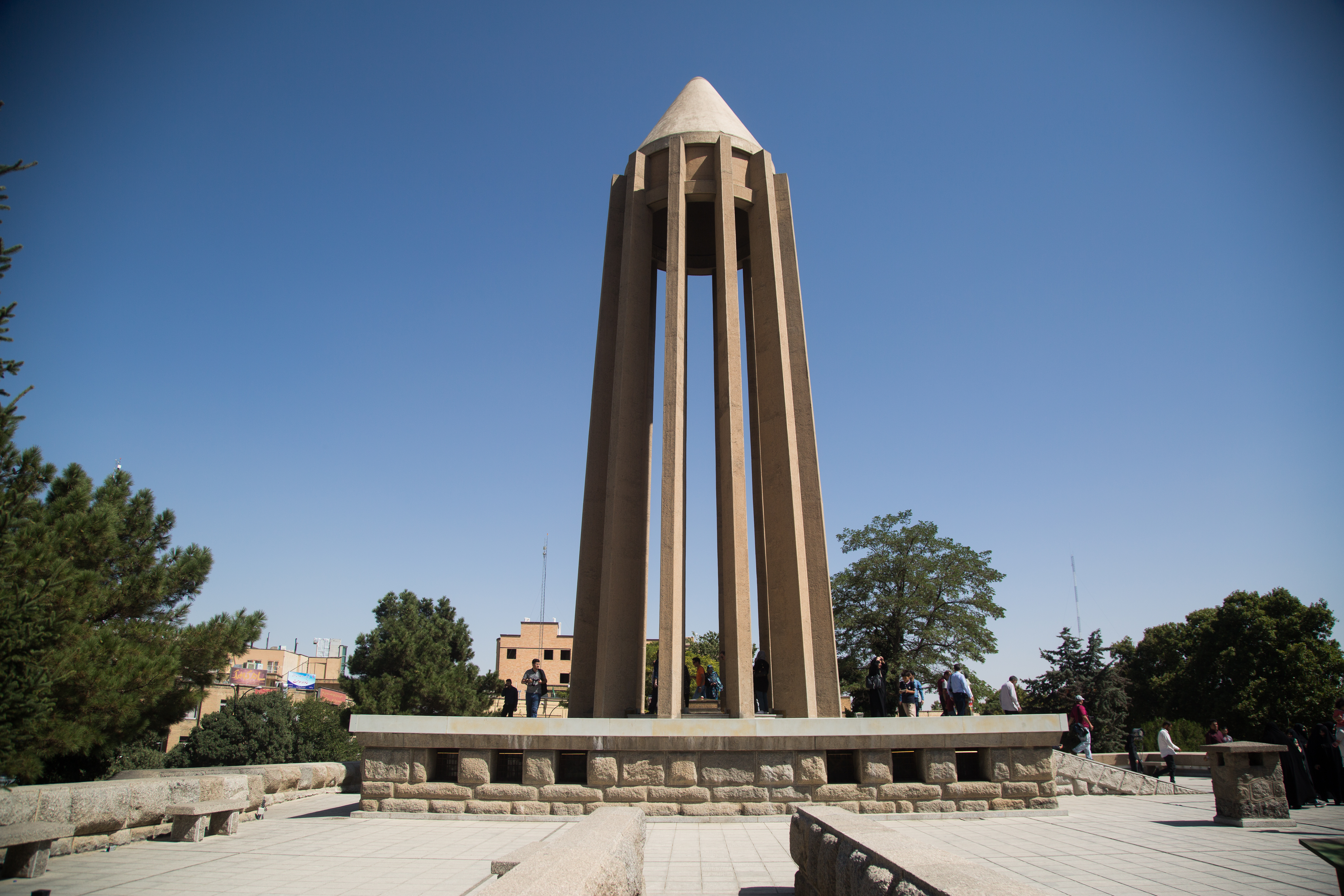
Mausoleu i Museu Avicenna a Hamadan.

Quan només comptava amb 32 anys, Avicenna va iniciar la seva obra mestra, el celebèrrim Cànon de medicina, que conté la col·lecció organitzada dels coneixements mèdics i farmacèutics de la seva època, en 5 volums.
Durant una expedició a Hamadan, Avicenna va patir una crisi intestinal greu, que sofria des de feia temps i, que va contreure, segons es diu, per excés de treball i de plaers. Avicenna va intentar curar-se ell mateix, però el seu remei li va ser fatal. Va morir als cinquanta-set anys el mes d'agost de 1037. En el seu llit de mort, va atorgar els seus béns als pobres, va alliberar els seus esclaus i llegia l'Alcorà cada tres dies fins a la seva defunció, va ser enterrat a Hamadan, l'Iran.

## Obra
D'una amplitud variable segons les fonts –276 títols per a G. C. Anawati, 242 per a Yahya Mahdavi–, l'obra d'Avicenna és nombrosa i variada. Avicenna ha escrit principalment en la «llengua sàvia» del seu temps, l'àrab clàssic, però de vegades també en la llengua vernacla, el persa. Del conjunt de la seva obra, han arribat als nostres dies 105 volums, alguns de marcat caràcter enciclopèdic, com la seva gran obra coneguda: el Llibre del guariment (Kitab al-xifà).
És autor de grans obres, d'altres de més modestes, però també de textos curts. La seva obra cobreix tota l'extensió del saber de la seva època:
- Lògica, lingüística i poesia.

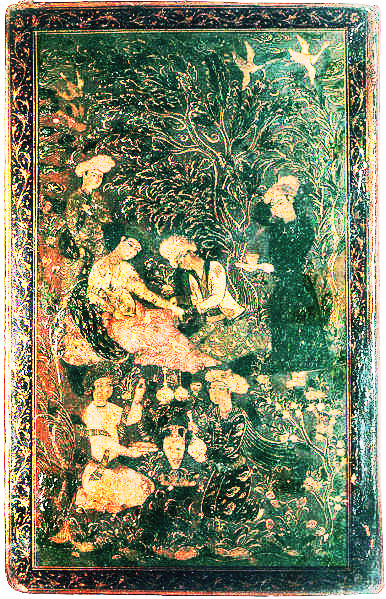
Il·lustració del Cànon de la medicina

- Física, psicologia, medicina i química.
- Matemàtiques, música i astronomia.
- Moral i ciències econòmiques.
- Metafísica.
- Mística i comentaris de l'Alcorà.

La finalitat personal del filòsof va trobar el seu objectiu en la filosofia oriental (hikmat mashriqiya), que va prendre la forma de la compilació de vint-i-vuit mil temes. Aquesta obra va desaparèixer d'Ispahan el 1034, i no en queden més que alguns fragments.
Durant alguns segles, fins al segle xvii, el seu Qanûn (Cànon de la medicina) va ser la base de l'ensenyament a Europa, on va destronar Galè, com a l'Àsia.
A ell es deu l'ús del senet de l'Índia, del ruibarbre, del tamarinde, etc.
Publicacions antigues
Les obres d'Avicenna han estat publicades en àrab, a Roma, el 1593, in foli.
S'han traduït en llatí i publicat els seus Cànons o Preceptes de medicina, Venècia, 1483, 1564 i 1683; les seves Obres filosòfiques, Venècia, 1495; la seva Metafísica o filosofia primera, Venècia, 1495.
Pierre Vattier havia traduït totes les seves obres en francès; solament es va publicar La Logique de Sina, París, 1658.
Un dels estudiosos més atents d'Avicenna va ser el psiquiatre tunisià Sleim Ammar.

## Aportacions en medicina

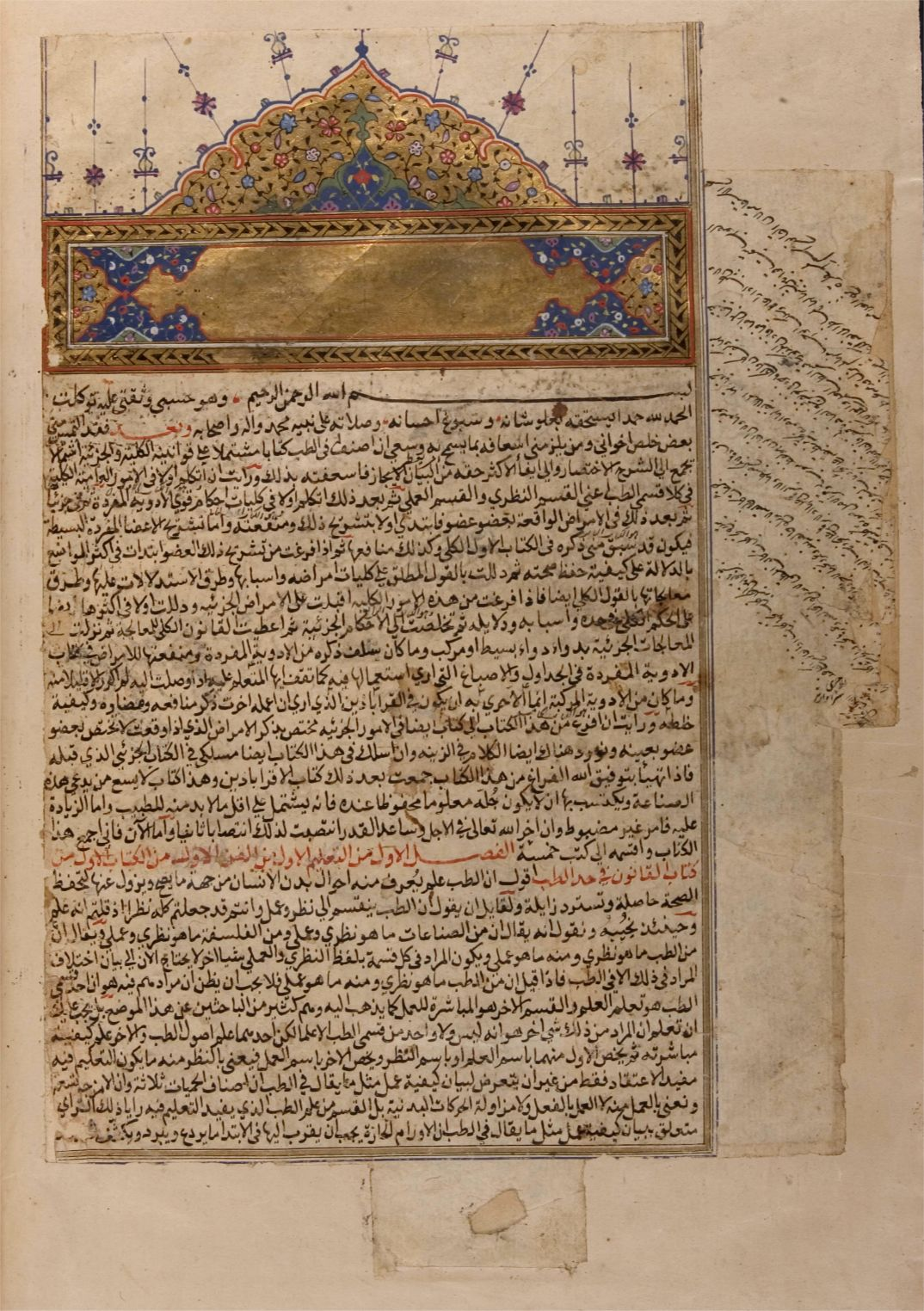
Primera plana del primer llibre del Kitāb al-Qānūn fī al-ṭibb (Cànon de la medicina) d'Avicenna

El Kitāb al-Qānūn fī al-ṭibb (Cànon de la medicina), compost per cinc llibres, és l'obra mèdica més gran d'Avicenna. Es va iniciar a Gorgan, va seguir a Rayy i va ser acabada a Hamadan; és el treball major d'Avicenna i té prop d'un milió de paraules. Aquesta obra està dividida en cinc parts:
- Generalitats
- Matèria mèdica
- Malalties de cap a peus
- Malalties no específiques d'òrgans
- Drogues compostes, amb descripció de 760 tractaments mèdics.

Avicenna es desmarca dels àmbits de l'oftalmologia, la ginecologia-obstetrícia i de la psicologia. Es deté molt en la descripció dels símptomes, descrivint totes les malalties catalogades de l'època, també aquelles que concerneixen la psiquiatria.
- És el primer de distingir la pleuresia, la mediastinitis i l'abscés subfrènic.
- Descriu les dues formes de paràlisis facials (central i perifèrica).
- Panorama de tots els òrgans coneguts en el seu temps, amb les principals patologies associades.
- Farmacologia: llista de tots els medicaments coneguts per ordre alfabètic amb les seves propietats principals.
- Importància de l'ètica dins el desenvolupament de la professió mèdica: s'ha creat un premi amb el seu nom que reconeix les personalitats que segueixen aquesta línia.[16]

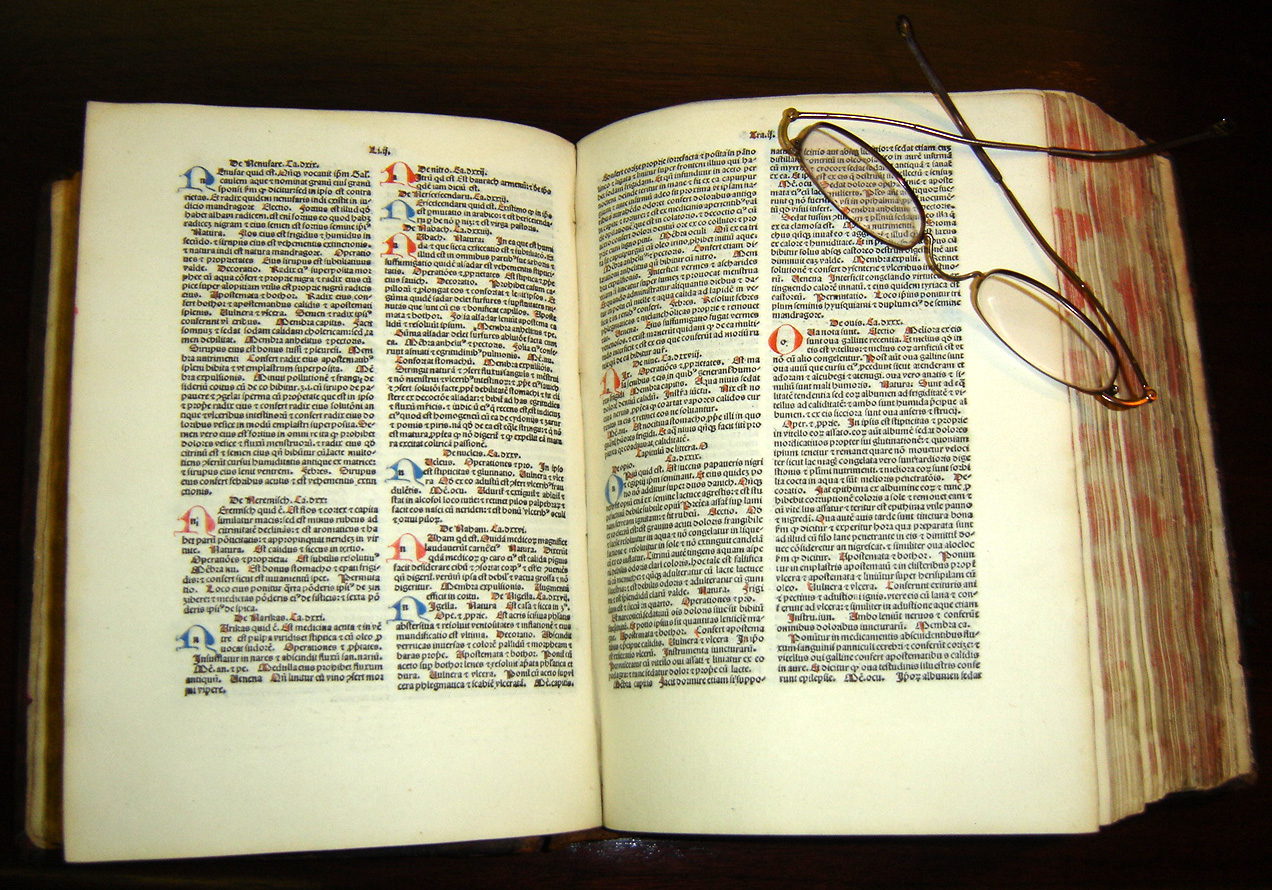
Còpia en llatí del Cànon de la Medicina, de 1484, actualment conservada al PI Nixon Medical Historical Library de la Universitat de Texas Health Science Center a San Antonio, Estats Units

- Va ser el primer a descriure adequadament la diabetis.[17]
- Apunta a les rates com a transmissores de la pesta negra.
- Descriu el funcionament del cor amb el seu doble circuit de la sang (del cor als pulmons i del cor a la resta del cos).
- Avicenna va ser el primer d'utilitzar una cànula inserida en la gola per ajudar un pacient d'asfíxia. Tallar la tràquea només ho va suggerir com el darrer fi.[18]
- Recomana l'esport per conservar la salut.

Aquesta obra va tenir molt d'èxit, eclipsant els treballs anteriors d'Ar-Razí, Haly-Abbas, Abulcasis i també els posteriors d'Ibn an-Nafís. Les croades del segle xii al segle xvii van portar novament a Europa el
Cànon de la medicina, que en va influir sobre la pràctica i va servir «de referències per a la formació dels metges en totes les escoles de medicina durant diversos segles».
L'obra va ser traduïda en llatí per Gerard de Cremona entre 1150 i 1187, i imprès en hebreu a Milà el 1473, després a Venècia el 1527 i a Roma el 1593. La seva influència va ser duradora i el Cànon només va ser posat en dubte a partir del Renaixement: Leonardo da Vinci va rebutjar l'anatomia i Paracels el va cremar públicament el 24 de juny de 1527. Va ser el desenvolupament de la ciència europea el que provocaria la seva obsolescència, per exemple la descripció de la circulació de la sang per William Harvey el 1628.
Va escriure el tractat anomenat De Urinis que és part del segon volum de Physici et Medici Graeci Minores, amb el títol Περὶ Οὔρων Πραγματεία Ἀρίστη τοῦ Σοφωτάτον παρὰ μεν Ἰνδοῖς Ἄλλη Ἔμπνι τοῦ Σινᾶ ῎ητοι Ἄλλη υἱοῦ τοῦ Σινᾶ, παρὰ δὲ Ἰταλοῖς Ἀβιτζιανοῦ.

## Doctrina filosòfica

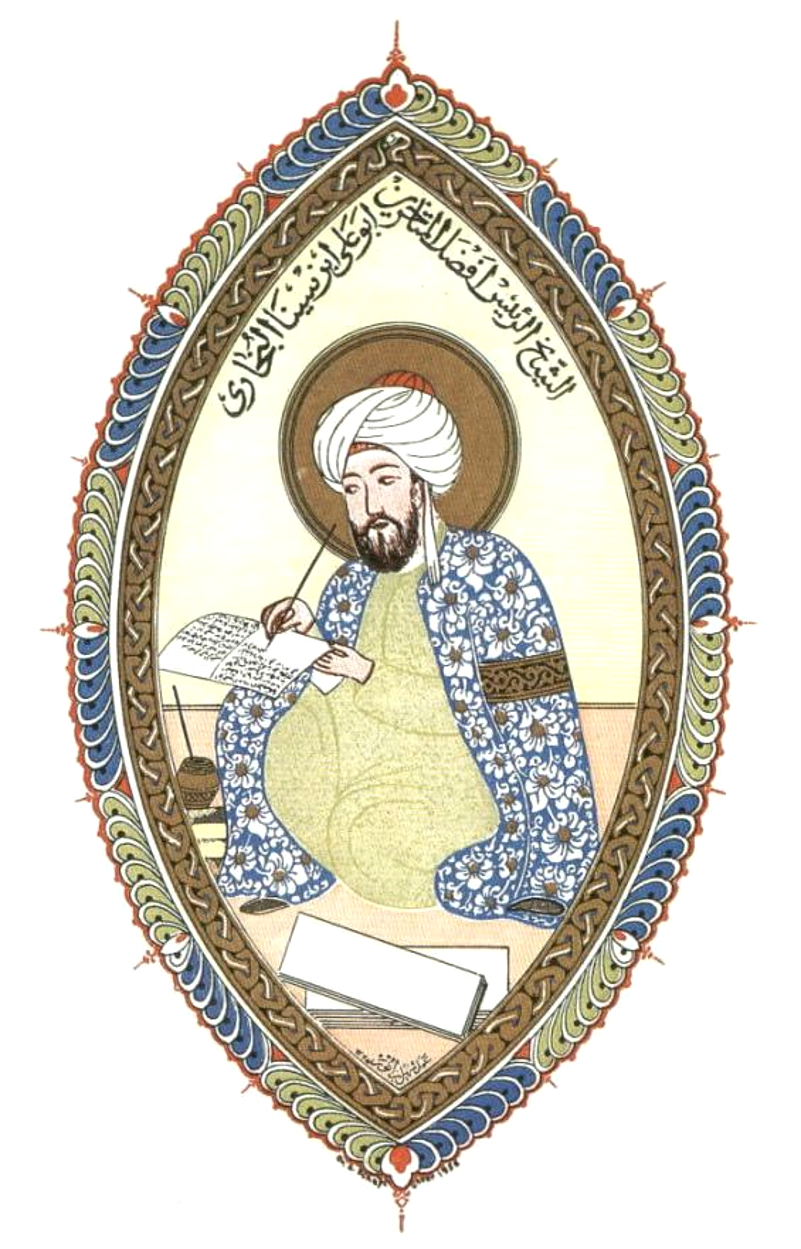
Miniatura amb la imatge d'Avicenna

Avicenna pertany a l'escola de Bagdad. La seva línia principal d'actuació es basa en la conciliació entre el discurs racional i la religió. En part, adapta els treballs d'Al-Farabí per tal de fer-los compatibles amb l'Alcorà, i també incorpora elements tradicionalment teològics a la filosofia, com els àngels, als quals atorga un paper clau en la seva relació amb els éssers humans, sobretot amb els profetes. A nivell general, reconeix l'Orient com a font de llum, i intenta revalorar la filosofia oriental i transmetre-la a Occident; malgrat tot, moltes obres sobre aquest tema s'han perdut.
Per tal d'explicar la realitat, Avicenna adopta un sistema emanatista, propi del neoplatonisme. No obstant això, manté un esquema de coneixement que recull de la tradició naturalista aristotèlica: distingeix entre sensació, imaginació, intel·lecte possible i intel·lecte agent, que es correspon a una gradació des de la primera abstracció possible, seguida per les idees particulars no sensibles, i que culmina en les idees generals. Aquesta triple jerarquia també s'aplica als éssers. També aprofundeix en la relació entre essència i existència: una cosa que és només existeix si la seva existència és necessària. La creació feta per Déu correspondria a aquesta necessitat.
Avicenna adapta la separació d'Aristòtil entre l'intel·lecte possible (pacient, passiu), i l'intel·lecte agent (actiu), i en fa una interpretació més espiritualista. Així, l'intel·lecte actiu en realitat el considera com pertanyent a Déu, i que es comunica en el temps a l'ésser humà, mentre que l'intel·lecte passiu pertany a l'ésser humà, però no mor en el cos, ja que creu en la immortalitat de l'ànima. Segons la visió d'Avicenna, l'intel·lecte pacient no pot fer res sense l'agent, de manera que l'intel·lecte humà és tan sols en potència. L'existència de l'intel·lecte agent s'ha de fer per via espiritual.
Avicenna és especialment rellevant en la història de la filosofia per haver facilitat la lectura d'Aristòtil als escolàstics.

### L'Orient místic

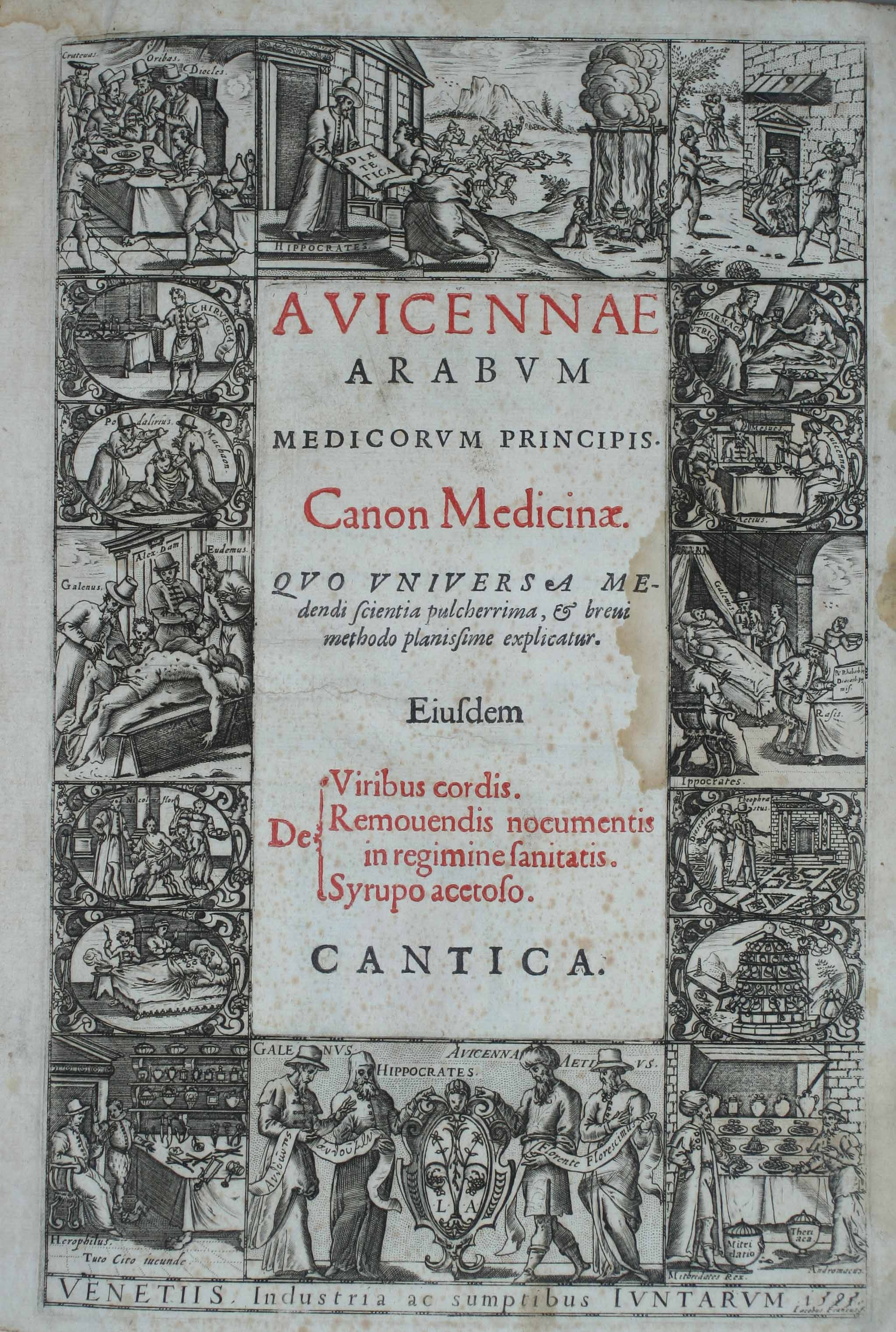
Tractat de medicina d'Avicenna conservat a l'Arxiu Comarcal de l'Alt Penedès

La tradició, en la teosofia i el misticisme islàmic, considera el mashriq (l'Orient) com un món de llum i, per tant, el de les intel·ligències dels àngels, a diferència del maghrib (l'Occident), que representa el món sublunar, món de tenebres, on declinen les ànimes. Aquesta concepció és explícita en Avicenna (en el relat simbòlic d'Hayy ibn Yaqzan), i encara ho serà més en els seus comentaristes i crítics, com en Suhrawardí.
Avicenna és l'autor de quatre textos sobre filosofia oriental: Relat d'Hayy ibn Yaqzan, el Relat de l'ocell i el Relat de Salâmân i Absâl.
- Relat d'Hayy ibn Yaqzan: Hayy ibn Yaqzan és un nen que està aïllat en una illa. Descobreix per si sol l'univers que l'envolta. Aquest relat és com una introducció a l'Orient, les formes de l'arcàngel de la il·luminació, en oposició amb l'Occident i a l'extrem oest (lloc de la matèria pura). Hayy ibn Yaqzan personalitza Avicenna en la seva relació amb l'àngel.[22]
- Relat de l'ocell: aquest relat respon a la història d'Hayy ibn Yaqzan, emprèn el seu viatge a l'Orient Llunyà, en la recerca de l'absolut per aconseguir la «ciutat del rei». L'ànima es desperta per si mateixa. A l'èxtasi d'una ascensió mental, creua les valls i canals de la muntanya còsmica en companyia de l'àngel.[23]
- Relat de Salâmân i Absâl: aquesta història descriu el drama dels dos herois de la part final de Kitab al-Isharat wa-l-tanbihat. Aquests dos personatges típics de dos intel·lectes contemplatius (o especulatius) es troben també en Prometeu i Epimeteu, en una paraula: l'ésser humà celeste i l'ésser humà de carn i os. Així, existeix la sincronia entre l'ànima i el seu despertar i la visualització del seu guia.[24]

### L'àngel
La desena intel·ligència revesteix una importància singular: també anomenat l'agent intel·lecte o l'àngel, s'associa amb Gabriel en l'Alcorà, se situa des del principi en què la seva emanació es va trencar en múltiples trossos. En efecte, des de la contemplació del mateix àngel, com una emanació de la novena intel·ligència, no resulta d'una ànima celestial, sinó de les ànimes humanes. Mentre que els àngels de la magnificència no tenen sentit, les ànimes humanes tenen una imaginació sensual, sensible, donant-los el poder de moure els cossos materials.
Per a Avicenna, l'intel·lecte humà no es forja per l'abstracció de les formes i de les idees. L'humà, tanmateix, és el poder intel·ligent, però solament la il·luminació de l'àngel els dona el poder de passar del coneixement al poder del coneixement en actiu o acció. Tanmateix, la força amb la qual l'àngel il·lumina l'intel·lecte humà varia: 
- Els profetes van ser inundats d'il·luminació fins al punt que van irradiar no solament l'intel·lecte racional, sinó també la imaginació, retransmetent a altres humans aquesta superabundància;
- D'altres reben il·luminació, encara que menys que els profetes, escriuen, ensenyen, legislen, participant així en la redistribució cap als altres;
- D'altres reben el suficient per a la seva pròpia perfecció;
- I d'altres reben tan poc, que mai entren en acció.

D'acord amb aquest punt de vista, la humanitat comparteix un únic intel·lecte, és a dir, una consciència col·lectiva. L'etapa final de la vida humana és, aleshores, la unió amb l'emanació angelical. Per tant, l'ànima immortal dona a tots els que han fet de la percepció de la il·luminació angèlica un hàbit, la capacitat de superexistència, és a dir, la immortalitat.
Per als neoplatònics, dels quals forma part Avicenna, la immortalitat de l'ànima és una conseqüència de la seva naturalesa, i no un fi.

## Alquímia
Les reflexions d'Avicenna sobre alquímia –no creia en la possibilitat de la transmutació dels metalls– van tenir una influència considerable tant en els alquimistes com els seus oponents, gràcies a De congelatione et conglutinatione lapidum (en àrab: Kitab al-ma'âdin wa-l-al-Atar 'uluwiyya). És una traducció resum d'una part de Kitab al-Shifa d'Avicenna, el tractat de «la formació de les pedres, de l'origen de les muntanyes, la classificació dels minerals (pedres, sofre, sals) i de l'origen dels metalls». Avicenna explica que els metalls «són resultat de la unió de mercuri amb una terra sulfurosa». Avicenna nega la possibilitat de la transmutació química dels metalls: "Pel que fa a les pretensions dels alquimistes, s'ha de saber que no és en el seu poder transformar veritablement les espècies unes en altres (sciant artifices alchemiae species metallorum transmutari non posse), però és en el seu poder fer belles imitacions, per tenyir de vermell que fa que sigui molt similar a l'argent o amb un groc que fa que sigui molt similar a l'or. En altres paraules, els alquimistes no poden convertir les complexions, canviar les espècies: només actuen en les qualitats accidentals i realitzen només imitacions. Per a Avicenna, els metalls «són resultat de la unió de mercuri amb terra sulfurosa»: aquesta és la teoria de mercuri/sofre. D'altra banda, un pseudo-Avicenna (segle xii) va escriure el De anima in arte alchemiae.

## Altres

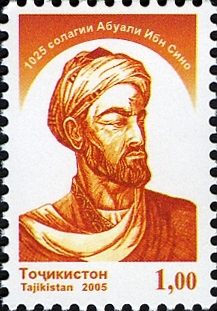
Segell de Tajikistan amb la imatge d'Avicenna (2005)

El Premi Avicena és un prestigiós guardó que s'atorga a les persones que es distingeixen en l'ètica del quefer científic.
En el llibre El metge (The Physician) de Noah Gordon, es narra la il·lusió d'un jove anglès, aprenent de medicina, per aprendre del gran mestre de la seva època. Igualment la novel·la Avicena o la ruta d'Esfahan de Gilbert Sinoué narra des d'una perspectiva humana la biografia d'Avicenna amb les seves passions i saviesa.
El premi Lenin va ser reanomenat al juliol de 2006, pel govern de Tadjikistan, com a premi Abuali ibn Sino (en llengua tadjik: Абӯалӣ ибни Сино), en honor del filòsof Avicenna.

### Filosofia
- Avicenna: Réfutation de l'astrologie. Edition et traduction du texte arabe, introduction, notes et lexique par Yahya Michot. Préface d'Elizabeth Teissier (Beirut-Paris: Albouraq, 2006) ISBN 2-84161-304-6.
- Amos Bertolacci, The reception of Aristotle's Metaphysics in Avicenna's Kitab al-Sifa'. A milestone of Western metaphysical thought (Leiden: Brill 2006).
- Dimitri Gutas, "Avicenna and the Aristotelian Tradition: Introduction to Reading Avicenna's Philosophical Works" (Leiden: Brill 1988).
- Michot, Jean R., La destinée de l'homme selon Avicenne (Leuven: Peeters, 1986) ISBN 90-6831-071-2.
- Nader El-Bizri, The Phenomenological Quest between Avicenna and Heidegger (Binghamton, N.Y.: Global Publications SUNY, 2000).
- Reisman, David C. (ed.), "Before and After Avicenna: Proceedings of the First Conference of the Avicenna Study Group" (Leiden: Brill 2003).
- Shoja MM, Tubbs RS. The disorder of love in the Canon of Avicenna (A.D. 980-1037). Am J Psychiatry 2007; 164:228–229.
- Gordon, Stewart. When Asia was the World: Traveling Merchants, Scholars, Warriors, and Monks who created the "Riches of the East" Da Capo Press, Perseus Books, 2008. ISBN 0-306-81556-7.
- The Cambridge Companion to Arabic Philosophy, edited by P. Adamson and R. Taylor, (Cambridge: Cambridge: University Press 2005).